# أوقست شيرمر
أوقست شيرمر (بالألمانية: August Schirmer)‏ (و. 1905 – 1948 م) هو سياسي، ومهندس، ومهندس معماري، وأستاذ جامعي ألماني، ولد في تسيله، كان عضوًا في الحزب النازي، توفي في تسيله، عن عمر يناهز 43 عاماً.

## مناصب
تولى منصب عضو مجلس النواب الألماني من ألمانيا النازية
.